# Wecklingen
Wecklingen ist ein Ortsteil von Ballweiler, das wiederum ein Stadtteil von Blieskastel ist und im Bliesgau im Süden des Saarlandes liegt, ca. 4 km südwestlich von Blieskastel.

## Geographie
Wecklingen liegt an der Landstraße zwischen Blickweiler und Ballweiler. An dieser Landstraße, ca. 500 m westlich von Wecklingen liegt auch der gemeinsame Friedhof von Ballweiler und Wecklingen.
Der Ort besitzt zwei Straßen, die Junker-von-Eltz-Straße und die Burgstraße.

## Geschichte
Wegkelingen, was ursprünglich als „bei den Leuten des Wackilo“ gedeutet werden kann, ist der erste bekannte Namen für das heutige Wecklingen. Die Namensendung „-ingen“ verweist auf die Ortsgründung zur Zeit der Fränkischen Landnahme. Ganz in der Nähe befindet sich im Schornwald das älteste, linksrheinische Gräberfeld Germaniens aus dem 6. bis 7. Jahrhundert.
Wecklingen war einst eine eigene Pfarrei, zu der auch der heute viel größere Nachbarort Ballweiler gehörte. Die älteste urkundliche Erwähnung des Orts datiert aus dem Jahr 1231, in der berichtet wird, dass der Ritter Albert, genannt Munt von Ballweiler, der Patronatsherr der Kirche von Wecklingen ist. Ende des 16. Jahrhunderts wird die Pfarrei Wecklingen aufgelöst (Hintergrund sind Streitereien zwischen Katholiken und Lutheranern) aber 1776 erneut errichtet, jedoch mit Sitz in Biesingen. Von der ehemaligen Kirche selbst ist heute nichts mehr zu sehen. Bereits Anfang des 18. Jahrhunderts war der Bau verfallen.
Im 16. Jahrhundert wurde Wecklingen Stammsitz einer Linie der Herren von Eltz, die sich hier einen repräsentativen Schlossbau errichteten. Die Herren von Eltz-Wecklingen waren offenbar alles andere als beliebt. Das hatte zur Folge, dass das Schloss durch Bauern geplündert wurde. Anschließend kam das Haus 1659 in den Besitz des Hauses von der Leyen. Genutzt wurde es allerdings als bäuerlicher Gutshof. Während der Französischen Revolution wurde das Schloss erneut das Opfer von Bauern: es wurde fast vollständig abgetragen. Heute sind nur mehr ein Keller und einige Trümmer vorhanden. Ein letztes Wahrzeichen aus Wecklingens Vergangenheit war ein großer Torbogen mit dem Herrschaftswappen. Amerikanische Truppen rissen es 1945 nieder.
Von 1816 bis 1918 gehörte der Ort zum Königreich Bayern und war bis Ende 1973 ein Ortsteil der bis dahin eigenständigen Gemeinde Ballweiler. Im Rahmen der saarländischen Gebiets- und Verwaltungsreform wurde Ballweiler am 1. Januar 1974 der Stadt Blieskastel zugeordnet.

## Sehenswertes
Die umgebende Landschaft besteht aus Waldflächen, offenen Wiesen- und Ackerfluren und dichten Streuobstbeständen. Im Ort selbst gibt es einige alte Häuser und ein Wegekreuz aus dem Jahr 1877. Eine Besonderheit ist das Naturschutzgebiet Kalbenberg, das wegen der seltenen Orchideenarten bekannt ist.

## Veranstaltungen
Die Wecklinger Kirmes, deren gebräuchlicher Name unter den Einwohnern „Wecklinger Kerb“ lautet, findet über das Wochenende des 3. Sonntages im September statt. Die Kirmes wird 4 Tage lang gefeiert.

## Persönlichkeiten
- Johannes Groh (1786–1857), katholischer Priester, Seminarregens und  Domkapitular in der Diözese Speyer